# 奏自由
奏自由（日语：かなで自由，1994年2月14日—），日本AV女優。所屬事務所是Bambi Promotion。

## 個人簡歷
出身於兵庫縣。2015年以「白石未央（白石みお，しらいし みお）」在AV界出道。所屬事務所是馬克斯集團。
2016年4月11日於Twitter上宣布改名為「奏自由」，所屬事務所移到Bambi Promotion。
與同事務所的7位AV女優（跡美朱里、廣瀨羽美、宫崎彩、仁美圓、水澤莉子、北川柚子、奏自由）組成偶像團體「原宿☆バンビーナ」。2016年10月，原宿☆バンビーナ發行出道CD『Fantasmile!/fairyMagic』。2017年夏，於原宿☆バンビーナ的活動停止時畢業。

## 外部連結
- かなで自由/kanade miyu的X（前Twitter）（2016年4月11日 - ）
- かなで自由/miiiiiiiyu0214的Instagram帳戶
- BOOTH かなで自由SHOP （页面存档备份，存于）